# Charter van 1814

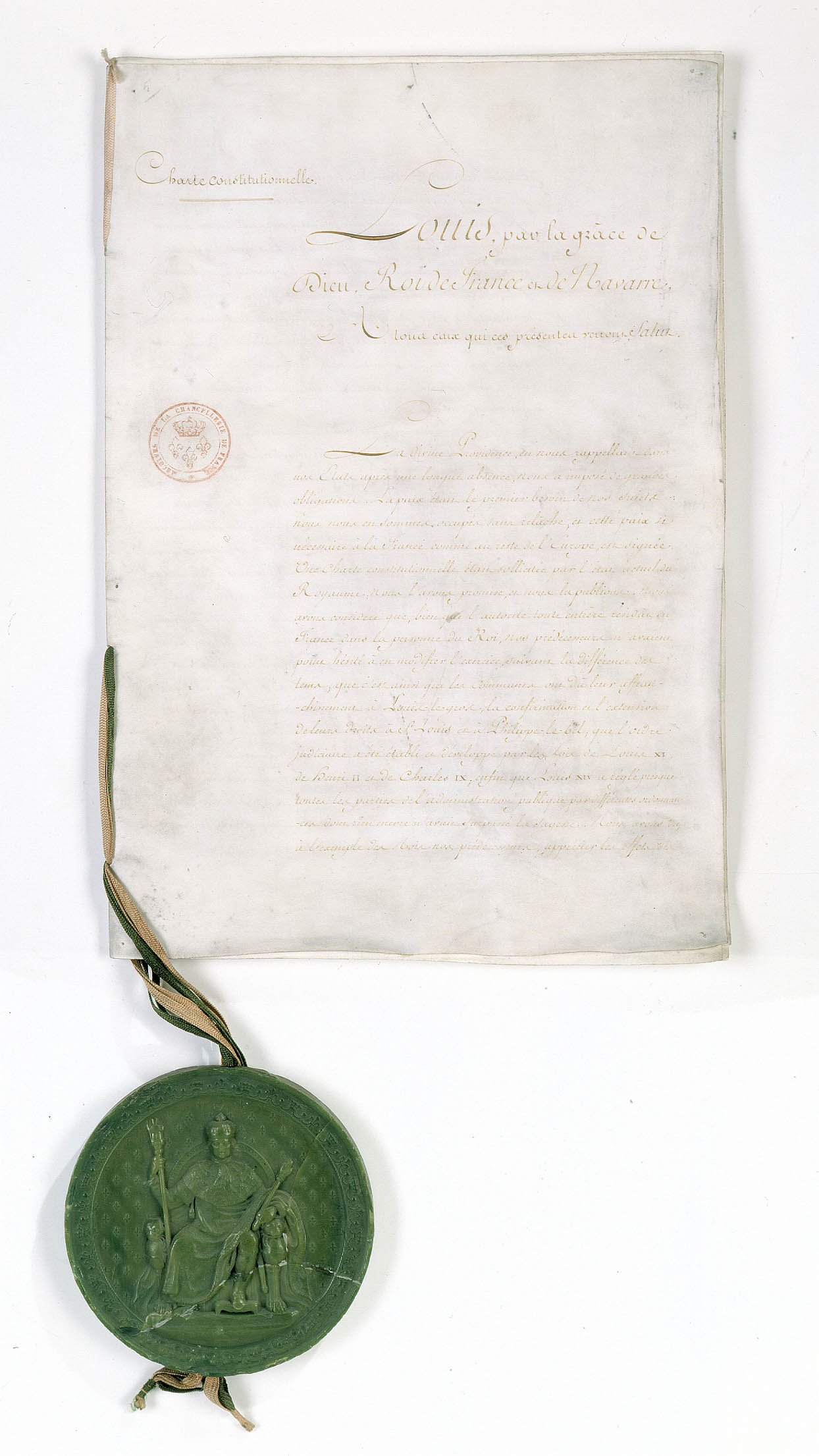
Charter van 1814

Het Franse Charter van 1814 of Charte Constitutionnelle was een grondwettelijk document opgesteld bij de Restauratie van koning Lodewijk XVIII van Frankrijk. Het ging zijn troonsbestijging op 4 juni 1814 vooraf. 

## Situering
Het Voorlopig Bewind en de Senaat stelden op 6 april 1814 een ontwerp van grondwet op, die monarchistisch geïnspireerd was. Lodewijk XVIII weigerde deze en stelde een Charter voor. In feite werd Louis Stanislas Xavier (Lodewijk XVIII) sinds de officiële dood van Lodewijk XVII. Hij kon zich niet indenken de Franse troon terug te bezetten via de stem van het volk. In de geest van het ancien régime was hij immers koning door het goddelijk recht sedert 1795 en dateert zijn regeringsdaden vertrekkende vanaf die datum. Het Charter trad pas in werking in juni 1815, door de Honderd Dagen van Napoleon.
Het Charter was een compromis dat de verworvenheden van de Franse Revolutie en het Eerste Franse Keizerrijk verzoende met het herstel van de dynastie van de Bourbons. De titel verraadt het compromis: Charter verwijst naar het vroegere regime, en grondwettelijk (constitutionelle) naar de revolutionaire verzuchtingen. 

## Bepalingen van het Charter
Het Congres van Wenen eiste dat de koning alvorens het ambt te bekleden, een grondwet opstelde. Deze grondwet garandeerde veel rechten die de inwoners van andere landen reeds hadden in die tijd. Het bevatte de volgende tekst: Alle Fransen zijn gelijk voor de wet, ongeacht hun titel of rang, en ook: iedereen mag zijn eigen godsdienst vrij belijden, en verkrijgt voor de eredienst dezelfde bescherming. Nochtans werd het rooms-katholicisme aangewezen als staatsgodsdienst (artikel 6). Het Charter eindigde met de woorden: Gegeven te Parijs, in jaar onzes heren 1814, en het negentiende jaar van onze regeerperiode, om alzo het koningschap van Lodewijk XVIII te laten beginnen in juni 1795, na de dood van Lodewijk XVII, de jongste zoon van Lodewijk XVIII's broer Lodewijk XVI. Alzo wilde men de continuïteit en de erfopvolging van het koningschap in het verdrag benadrukken. 

## Rol van de koning
In het verdrag kwam de rol van de koning niet zo centraal te staan als in het ancien régime. De ministers behoorden verantwoordelijk te zijn voor de daden van de koning.
De koning werd het staatshoofd en ook opperbevelhebber van het leger. Hij verklaarde de oorlog, sloot vredesverdragen en benoemde de leden van het openbaar bestuur. Alleen de koning kon wetsvoorstellen indienen en deze voorleggen aan de Kamer en de Senaat. Alzo stelde het Charter een regime voor, gedomineerd door de persoon van de koning met een fundamentele rol in de instellingen, zij het niet absoluut zoals in het ancien régime: L'autorité tout entière (réside) en France dans la personne du Roi.